# Kajetan Jaxa-Marcinkowski
Kajetan Jaxa-Marcinkowski krypt.: Jaxa M. K.; K. J. M.; Kaj. Jaxa Marc...; M... Jaxa K., (ur. około 1788 na Wołyniu, zm. 1832 w Warszawie) – polski poeta, grafoman, tłumacz i pedagog.

## Życiorys
Urodził się przypuszczalnie na Wołyniu. Jego ojcem był Tadeusz Marcinkowski, podczaszy buski. Kajetan uczęszczał do szkoły w Międzyrzeczu Koreckim, a potem do Liceum Krzemienieckiego. Sławę poetycką zdobył w salonach ziemiaństwa wołyńskiego, bywając u Czackich, Jabłonowskich i Rzewuskich. W czasie kuratorii Tadeusza Czackiego, przez dwa lata był zastępcą wizytatora szkolnego w guberni wołyńskiej. Od 1818 w Warszawie, gdzie wprowadzony na salony przez J. Tarnowskiego, stał się wkrótce bywalcem obiadów literackich u Wincentego Krasińskiego, w którego pałacu niebawem zamieszkał. Pseudoklasycy warszawscy (z inspiracji K. Koźmiana i L. Osińskiego) uznali Marcinkowskiego za grafomana. Od 1820 do 1822 przebywał w Lublinie na zaproszenie Franciszka Morawskiego, a następnie u Czartoryskich w Puławach. Potem, dzięki staraniom K. Koźmiana, otrzymał posadę inspektora szkolnego w Płocku - jedynym warunkiem było nieogłaszanie przez Marcinkowskiego swych wierszy. Przed wybuchem powstania listopadowego poważnie zachorował, z objawami choroby umysłowej przewieziony do Warszawy, zmarł w szpitalu bonifratrów w 1832. Prawdopodobną przyczyną śmierci był obłęd.

## Twórczość
Pierwszy zbiorek poezji Zabawy wierszem dla płci pięknej poświęcone, własne i tłumaczenia wydał w 1818 roku w Warszawie. Znajdował się w nim m.in. poemat heroikomiczny Gorset. Za sprawą tych poezji pseudoklasycy warszawscy uznali Jaxę-Marcinkowskiego za grafomana. Kolejne poezje wydał w 1819 roku w zbiorze Upominek dla młodzieży polskiej płci obojga, w Lublinie napisał utwory dramatyczne wierszem (Pszonka, Irena, księżna kijowska, Teraźniejsza przyjaźń). W osobnym tomiku wydał tłumaczenia poezji francuskiej, niemieckiej i rosyjskiej (Rozrywka w samotności). W 1826 roku w Warszawie wydał Rzeki polskie. Poema, pomniki sławy narodowej opiewające.... Posadę w Płocku Jaxa-Marcinkowski otrzymał pod warunkiem niepublikowania wierszy. Morawski, Dominik Lisiecki, Gustaw Olizar, Konstanty Gaszyński i Jan Ignacy Moll publikowali ośmieszające go wiersze, niekiedy podpisywane jego nazwiskiem. Później niektórzy krytycy bronili dzieła Jaxy przed zarzutami grafomanii – m.in. Zienkowicz i Paweł Hertz. Spotyka się opinie, że poziom literacki dzieł Jaxy-Marcinkowskiego nie odbiegał od przeciętnego, a drwiny i szyderstwa wzbudzała megalomania autora, będąca przypuszczalnie pierwszym objawem choroby psychicznej.
Kajetan Koźmian pisał o nim w swoich pamiętnikach: „Marcinkowski był tak dziwnem, niepojętem i niepoprawnem zjawiskiem, że dziś każdy kto na jego portrecik w jednej tylko pozie deklamacyi podchwyconej zręcznym pędzlem Sokołowskiego spojrzy, od śmiechu mimowolnego utrzymać się nie może. Jakże więc nie przebaczać śmiechu i żartów tym wszystkim, którym się żyjąca jego osoba nastręczała, i w rozmaitych jedne od drugich śmieszniejszych położeniach nieustannie przed oczyma snuła?”

### Ważniejsze dzieła
1. Zabawy wierszem dla płci pięknéy poświęcone, własne i tłumaczenia, Warszawa 1818; fragmenty przedr. P. Hertz w: Zbiór poetów polskich XIX w. księga 1, Warszawa 1959; zawartość: Gorset. Poema heroi-comicum, wiersz rycersko-wesoły; Przypadek Abdula. Powieść arabska; Bajki; Przekłady poz. 2 oraz różne wiersze drobniejsze oryginalne i tłumaczone
2. Upominek dla młodzieży polskiej płci obojga, Warszawa 1819; wyd. 2 rozszerzone Warszawa 1819
3. Wierszyki ofiarowane Kajetanowi Koźmianowi, (Warszawa 1819)
4. Rzeki polskie. Poema pomniki sławy narodowej opiewające... napisane w roku 1821, w Warszawie, w Drukarni N. Glücksberga, 1826; dedykacja I. Czartoryskiej
5. Pobyt u przyjaciela w Lublinie, Lublin 1822
6. Rzut oka na stan tegoczesny oświecenia w Polscze i sposoby dalszego rozwinięcia instrukcyi krajowey, Warszawa 1823
7. Pszonka. Utwór dramatyczny, wyst. Lublin, niewydany; inform. J. S. Bystroń i A. Bar
8. Irena, księżna kijowska. Utwór dramatyczny, niewydany; inform. A. Bar
9. Teraźniejsza przyjaźń. Komedia, niewydana; inform. J. S. Bystroń i A. Bar.

Liczne jego wiersze znajdowały się w rękopisie Biblioteki Krasińskich, sygn. 4476.

### Przekłady
1. A. Pope: Wiersz o krytyce. W angielskim języku napisany, a przez... z różnych francuskich tłumaczeń na ojczysty język przełożony, Berdyczów 1816
2. Ch. A. Demoustier: O wychowaniu bóstwa piękności przez jej nauczycielki, Godziny. Wyjątek z dzieła o mitologii, wyd. zobacz Ważniejsze dzieła poz. 1
3. Rozrywka w samotności. Tłumaczenia wierszem, Warszawa: Drukarnia Zawadzkiego i Węckiego Uprzywileiowanych Drukarzy i Księgarzy Dworu Królestwa Polskiego 1821; dedykacja J. M. Fredrze; tu m.in.: przekł. wierszy N. M. Karamzina (Do niestałej kochanki, Wybór osobliwszy w miłości), I. I. Dmitriewa (Żona modna), J. P. C. Floriana (Koń w Andaluzji).